# Coon Valley
Coon Valley es una villa ubicada en el condado de Vernon en el estado estadounidense de Wisconsin. En el Censo de 2010 tenía una población de 765 habitantes y una densidad poblacional de 270,98 personas por km².

## Geografía
Coon Valley se encuentra ubicada en las coordenadas 43°42′7″N 91°0′41″O / 43.70194, -91.01139. Según la Oficina del Censo de los Estados Unidos, Coon Valley tiene una superficie total de 2.82 km², de la cual 2.81 km² corresponden a tierra firme y (0.37%) 0.01 km² es agua.

## Demografía
Según el censo de 2010, había 765 personas residiendo en Coon Valley. La densidad de población era de 270,98 hab./km². De los 765 habitantes, Coon Valley estaba compuesto por el 98.3% blancos, el 0.13% eran afroamericanos, el 0% eran amerindios, el 0.65% eran asiáticos, el 0% eran isleños del Pacífico, el 0.52% eran de otras razas y el 0.39% pertenecían a dos o más razas. Del total de la población el 0.65% eran hispanos o latinos de cualquier raza.